# Nsuta (Region Zachodni)
Nsuta – miasto w dystrykcie Wassa West, położone 20 km na południowy wschód od miasta Tarkwa w Regionie Zachodnim w Ghanie.
W mieście duży ośrodek wydobycia rud manganu. Liczba mieszkańców w 2002 roku wynosiła ok. 5 tys. Z tego miasta pochodzi kardynał Peter Turkson.